# ブロンベルク条約
ブロンベルク条約（ブロンベルクじょうやく、ドイツ語: Vertrag von Bromberg）、またはブィドゴシュチュ条約（ブィドゴシュチュじょうやく、ラテン語: Pacta Bydgostensia）は、ポーランド＝リトアニア共和国の国王ヤン2世カジミェシュとブランデンブルク選帝侯兼プロイセン公フリードリヒ・ヴィルヘルムの間で、1657年11月6日に締結された条約。9月19日にブランデンブルク＝プロイセンとポーランド＝リトアニア代表の間で、ヴェーラウ（現ロシア、カリーニングラード州ズナメンスク）にて締結されたヴェーラウ条約（ヴェーラウじょうやく、ドイツ語: Vertrag von Wehlau）も合意に含まれているため、ブロンベルク条約はヴェーラウ＝ブロンベルク条約（ヴェーラウ＝ブロンベルクじょうやく、ドイツ語: Vertrag von Wehlau-Bromberg、ポーランド語: traktat welawsko-bydgoski）とも呼ばれる。
北方戦争における軍事援助とエルムラント返還の代償として、ポーランド王はプロイセン公国の君主であるホーエンツォレルン家を封臣から独立君主に昇格させ、ドラハイムとエルビングを抵当としてブランデンブルクに与え、ラウエンブルクとビュートーを封土としてホーエンツォレルン家に与えた。
条約は1660年のオリヴァ条約で再確認され、国際で承認された。ポーランドがエルビングを保持した一方、ラウエンブルクとビュートー、そしてドラハイムはブランデンブルク＝プロイセンに併合された。プロイセンにおける主権は後にホーエンツォレルン家のフリードリヒ1世がプロイセンにおける王として戴冠する基礎となった。ヴェーラウ＝ブロンベルク条約は第一次ポーランド分割直後の1773年9月18日に締結されたワルシャワ条約まで維持されたが、ポーランドの外交政策で最大のミスであり、致命的な影響を与えたと言われた。ただし、ポーランドが大きい利益を得たとする評価もある。

## 背景

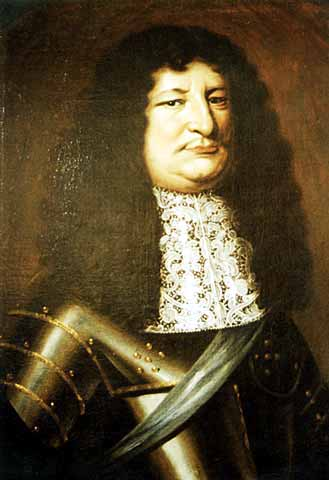
ブランデンブルク選帝侯兼プロイセン公フリードリヒ・ヴィルヘルム

プロイセン公国は1525年4月8日のクラクフ条約でアルブレヒト・フォン・ブランデンブルク＝アンスバッハを君主として戴き、ポーランドの封土として成立した。条約の定めによれば、この封土は世襲領であり、もしアルブレヒトとその兄弟の男系が断絶した場合、プロイセン公国はポーランド王領になるが、ポーランド王はプロイセン生まれのドイツ語話者を総督に任命しなければならない。1563年6月4日、ポーランド王ジグムント2世アウグストはこの条項を変更、ホーエンツォレルン家のアルブレヒト系（ホーエンツォレルン＝アンズバッハ家）のほか、ブランデンブルク選帝侯の家系でもプロイセン公国を継承できるとした。ホーエンツォレルン＝アンズバッハ家が1618年に断絶すると、ブランデンブルク選帝侯ヨハン・ジギスムントはこの特権によりプロイセン公国を継承した。
北方戦争初期の1656年、ホーエンツォレルン家のブランデンブルク＝プロイセンはまずケーニヒスベルク条約でプロイセンとエルムラントをもってスウェーデン帝国に臣従した。その後、スウェーデン王カール10世はラビアウ条約でプロイセンを解放して独立国にさせた。1656年にスウェーデン軍とともに戦い、特にワルシャワの戦いで活躍した後、戦況が不利になったためブランデンブルク選帝侯フリードリヒ・ヴィルヘルムはポーランド側に接近、カール10世が与えた特権をポーランド王ヤン2世カジミェシュも承認するのであればポーランドに寝返ると提案した。これらの条件はヴェーラウとブロンベルクでの交渉により決められた。
ポーランドがブランデンブルク＝プロイセンとの同盟に興味を示したが、これは対スウェーデン戦争をできるだけ早く終結させる必要があったからだった。1656年11月3日のヴィルナの和約ではアレクセイ・ミハイロヴィチのポーランド王選出が約束される代償として、アレクセイはポーランド＝リトアニアでの攻勢を中止して対スウェーデン戦役を開始した。この条約はリトアニア大公国では特権をさらに強化しようとした貴族に支持されたものの、ポーランド王冠領では支持されず、ポーランドのエリート層はアレクセイの王位継承権の抜け道を探そうとした。対スウェーデン戦争を早期終結してヴィルナの和約の履行を避けるためには、反スウェーデン同盟を拡大しなければならなかった。ロシアは同盟国になったが、ヴィルナの和約が議会に批准される前にポーランドを支援したくなかった。ハプスブルク家は1656年の第一次ウィーン条約と翌1657年の第二次ウィーン条約でポーランドと同盟したが、ハプスブルク家の援軍はポーランドの指揮下におかれるため、この同盟の価値は戦争が長引くほど上がる。デンマーク＝ノルウェーも1657年6月、第二次ウィーン条約により反スウェーデン同盟に加入した。しかし、デンマークの参戦はカール10世の軍勢を釘付けにし、正式な同盟も7月に締結されたものの、デンマークの主目的は1645年のブレムセブルー条約で失われたスコーネ地方の奪回であり、デンマーク軍はポーランドでは戦わなかった。
ハプスブルク家が同盟したのは選帝侯であるフリードリヒ・ヴィルヘルムとの関係を改善して、神聖ローマ帝国における政策への支持を得るためだった。そのため、ハプスブルク家はフリードリヒ・ヴィルヘルムがスウェーデン側からポーランド側に鞍替えさせるべく、外交官のフランツ・フォン・リゾラを派遣して仲介にあたった。
ブロンベルク条約とヴェーラウ条約の関係は、「双子の条約」、「追加条約」、または「ヴェーラウとブロンベルク条約」や「ヴェーラウ＝ブロンベルク条約」のように1つの条約として扱われるなど、文献によって相違した。

## 条約の批准と確認

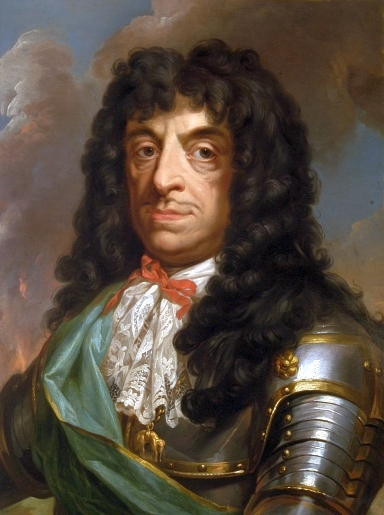
ポーランド王ヤン2世カジミェシュ

ヴェーラウ予備条約は1657年9月19日、ブランデンブルク選帝侯フリードリヒ・ヴィルヘルムの代表オットー・フォン・シュヴェリーンとロレンツ・クリストフ・フォン・ゾムニッツ、およびポーランド代表のエルムラント司教ヴァツワフ・レシチニスキとヘトマンであるヴィンツェンティ・コルヴィン・ゴシェフスキ、ハプスブルク家の代表で仲介者であるフランツ・フォン・リゾラの間で締結された。
条約はいくつかの小さな修正を受けた後、11月6日にブロンベルクでフリードリヒ・ヴィルヘルムとヤン2世カジミェシュにより批准された。2人はそれぞれ妻のルイーゼ・ヘンリエッテ・フォン・オラニエンとルドヴィーカ・マリア・ゴンザーガとともに式典に出席した。ダンツィヒ市長アドリアン・フォン・デア・リンデも出席した。
ヴェーラウ＝ブロンベルク条約は1660年に北方戦争を終結させたオリヴァ条約で再確認され、国際にも承認された。ポーランドのセイムは1659年と1661年にそれぞれ条約を承認している。

## 条約の内容
ブロンベルク条約は主に下記の3部分で構成されている。
1. 主にプロイセンの国体と継承、ブランデンブルク＝ポーランド同盟と軍事援助に関する22か条[23]。ヴェーラウで起草され、ブランデンブルクとポーランドの全権大使、およびハプスブルク家の仲介者が署名した。
2. 同盟と軍事援助の詳細を定めた6か条の「特別協定」（Specialis Convention）。同じくヴェーラウで起草され、ブランデンブルクとポーランドの全権大使、およびハプスブルク家の仲介者が署名した。
3. ヴェーラウ条約を改正して、ポーランド側の譲歩の詳細を定めた[24]。

### プロイセンの国体
ブランデンブルク・スウェーデン間のラビアウ条約により、プロイセン公フリードリヒ・ヴィルヘルムは主権を得ていたが、ブロンベルク条約によりポーランド＝リトアニア共和国からも承認された。

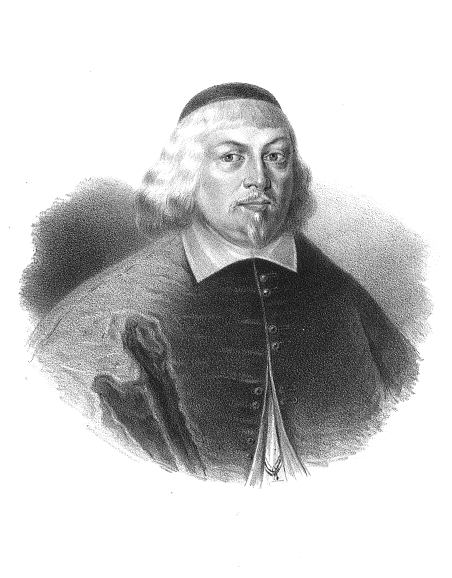
エルムラント司教ヴァツワフ・レシチニスキ

しかし、ホーエンツォレルン家の世襲主権が認められたのはプロイセン公国だけであり、エルムラントについてはポーランドへの返還が定められた。ブランデンブルク選帝侯系ホーエンツォレルン家が断絶した場合、プロイセン公国はポーランド王が継承することも定められた。そのため、プロイセン議会はそれまでのポーランド王に対する宣誓と義務からは解放されるものの、プロイセン公国を継承したポーランド王に対しては条件付きの忠誠を誓わなければならなかった（hommagium eventuale, Eventualhuldigung）。
プロイセン公国内のローマ・カトリック教会はエルムラント司教所属に残り続け、その財産と収入を維持して信教の自由も与えられる。

### 軍事援助
ブランデンブルク＝プロイセンは進行中の北方戦争においてポーランド＝リトアニア共和国の対スウェーデン戦争に軍事援助を与えることを約束した。ブランデンブルク選帝侯フリードリヒ・ヴィルヘルムはすでにヴェーラウ条約でポーランド王ヤン2世カジミェシュに援軍8千を派遣すると約束しており、「永久同盟」に同意したが、ブロンベルク条約ではプロイセンからヤン2世に歩兵1,500と騎兵500を合流させるとした。

### 賠償と領土変更

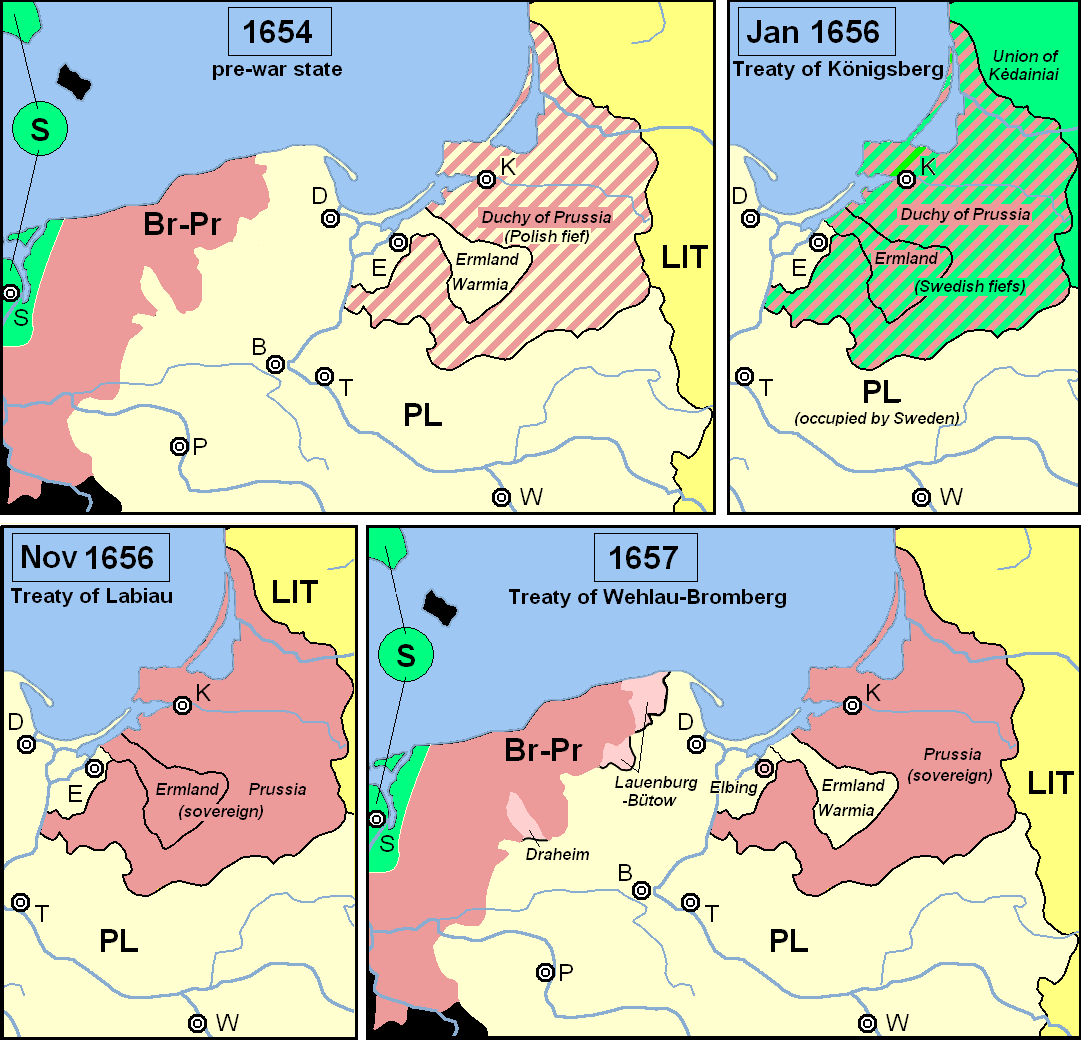
（左上）北方戦争以前の1654年時点のブランデンブルク＝プロイセン。
（右上）1656年1月のケーニヒスベルク条約以降のプロイセン公国。
（左下）1656年11月のラビアウ条約以降のプロイセン公国。
（右下）ヴェーラウ＝ブロンベルク条約以降のブランデンブルク＝プロイセン。

ポーランドは援助の代償としてブランデンブルク＝プロイセンにラウエンブルクとビュートーを封土として与えた。この封土を受け取る条件はそれ以前にポンメルン家に与えた条件と同じであった。すなわち、ホーエンツォレルン家の唯一の義務はそれ以降のポーランド王の戴冠式に使者を派遣、封土の確認文書を受け取ることだった。ただし、ホーエンツォレルン家の男系が断絶した場合、ラウエンブルクとビュートーはポーランド王領に戻される。
ブランデンブルク＝プロイセンはエルビングも得たが、後に条項が改正され、ポーランドが40万ターラーを支払った場合にはエルビングをポーランドに返還しなければならないとした。
ポーランドは更に、ブランデンブルク＝プロイセンがポーランド側で参戦したことにより強いられた損害への賠償として12万ターラーの支払いを約束した。その抵当として、ドラハイム地域が3年間という期限付きでブランデンブルクに引き渡された。ドラハイム地域にはテンペルブルクのほか、ブランデンブルク領ポンメルンとの境界において18村があった。賠償金は毎年4万ターラーを支払うという分割払いとなり、3年後に全額が支払われていない場合にはブランデンブルクがドラハイムを領有することができる。
ドラハイムのカトリックに信教の自由が保障されたほか、ホーエンツォレルン家はラウエンブルクとビュートーのカトリック教会にも信教の自由を与えた。この地域のカトリック教徒は財産を保持するほか、クヤヴィ司教がその代表を務め、一方ブランデンブルク選帝侯と現地の貴族はカトリック教会を保護するとした。
ラウエンブルクとビュートーの貴族の権利は維持され、以前の評決や特権は有効のままとなった。また、同地域の行政は昔のポンメルン公による統治と同じように行われるとした。条約とは独立した覚書において、ポーランド王ヤン2世カジミェシュは現地の貴族が条約の後でもポーランド＝リトアニア共和国の一員として扱われ、従ってポーランドに移住した場合にはポーランド貴族と同じ権利と義務を有すると保証した。

## 条約の履行と直接的な結果

### プロイセン
条約はまず特権の喪失を恐れたプロイセン議会の反対に遭い、ケーニヒスベルク市長ヒエロニムス・ロトは反対派の首領として死去まで16年間投獄された。議会の抗議は1663年にフリードリヒ・ヴィルヘルムに臣従の礼をとるまで続いた。ポーランド王領プロイセンにあるローマ・カトリック教会の支部にあたるヴァルミア司教領もホーエンツォレルン家との緊張状態をおこした。このように抵抗もあったが、ホーエンツォレルン家はプロイセン公国における主権を通じて1701年にプロイセンの王として戴冠することができた。

### ラウエンブルクとビュートー
ラウエンブルクとビュートーは1658年4月にポーランド王ヤン2世カジミェシュの代表イグナーツ・ボコフスキ（Ignatz Bokowski）から正式にブランデンブルク＝プロイセン代表アダム・フォン・ポデヴィルスとウルリヒ・ゴットフリート・フォン・ゾムニッツ（Ulrich Gottfried von Somnitz）に引き渡された。引渡し式典の最中、平民はブランデンブルク選帝侯に対して、それまでポンメルン公に対してとった臣従の宣誓と全く同じ宣誓をし、一方貴族の臣従の宣誓は変更された。宣誓はラウエンブルク区の貴族63家とビュートー区の貴族43家が行い、代表者数は合計で220人だった。そのうちポーランド語で宣誓した者は3人だった。しかし、ブランデンブルク＝プロイセンの政府はこれら106家を全て貴族として認めたわけではなく、5月にラウエンブルク区のうち現地出身者13家とポンメルンからの移民6家、およびビュートー区のうち4家が貴族として認められた以外は「特殊自由民」（besondere freye Leute）として扱われた。
ブランデンブルク選帝侯は称号に「ラウエンブルクとビュートーの領主」（dominus de Lauenburg et Bytaw）を付け加えた。ポーランドは抗議して「領主」（dominus）を「受託者」（fiduciarus）に変更させようとしたが失敗した。ラウエンブルクとビュートーの行政の中心地は1771年まで、ラウエンブルク（現ポーランド領レンボルク）であった。ラウエンブルクは現地のオーバーハウプトマン（Oberhauptmann）とセイミク（Seymik）という貴族が集会を行うラントタークの所在地となっているほか、貴族が選帝侯に忠誠を誓う場所でもあった。1771年以降、ラウエンブルクとビュートーはブランデンブルク領ポンメルンのそれ以外の部分と同じく、シュテッティン（現ポーランド領シュチェチン）から統治されるようになり、プロイセン王に忠誠を誓う場所もシュテッティンに移動された。
ブランデンブルクからの使節がポーランド王の任命を受けるという条項は1698年まで守られた。それ以降、ブランデンブルク＝プロイセンは使節派遣を取りやめた。ブロンベルク条約は1772年の第一次ポーランド分割の後、1773年のワルシャワ条約に取って代わられた。ワルシャワ条約ではカトリック教会と貴族への保障などブロンベルク条約の条項を取り消し、ポーランド王はラウエンブルクとビュートーに対するすべての権利を放棄した。これにより、ラウエンブルクとビュートーは封土ではなくなり、ホーエンツォレルン家が断絶してもポーランド王は継承権を有さなくなった。

### エルビング

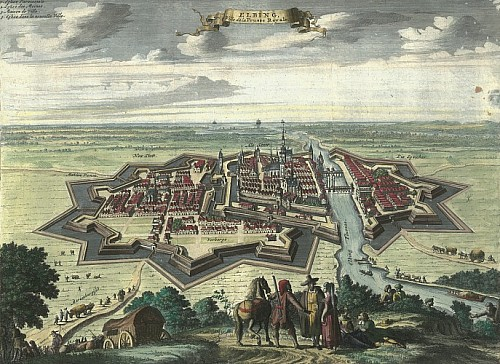
1720年頃のエルビング

1660年、スウェーデンの駐留軍がエルビングから撤退すると、ポーランド＝リトアニア共和国はブロンベルク条約で定めた金額を支払わなかったにもかかわらずエルビングをブランデンブルク＝プロイセンから奪取した。そのため、ブランデンブルク選帝侯フリードリヒ・ヴィルヘルムはロシア・ポーランド戦争でポーランドを支持せず、1656年にロシア・ツァーリ国と締結した中立協定を守るとした。ポーランドは1772年の第一次ポーランド分割までエルビングを維持したが、ポーランドの支配は1698年から1699年と1703年と2度中断した。1698年、ポーランド王アウグスト2世はプロイセン軍にエルビングの包囲と強襲を許してしまったが、ロシアがポーランドの借金への担保としてポーランドの戴冠宝器の受け取りに同意すると仲介すると、プロイセン軍は翌年に撤退した。アウグスト2世が再び支払い不能に陥ると、エルビングは大北方戦争中の1703年に再占領されたが、今度はスウェーデン帝国の圧力により短期間で撤退している。

### ドラハイム

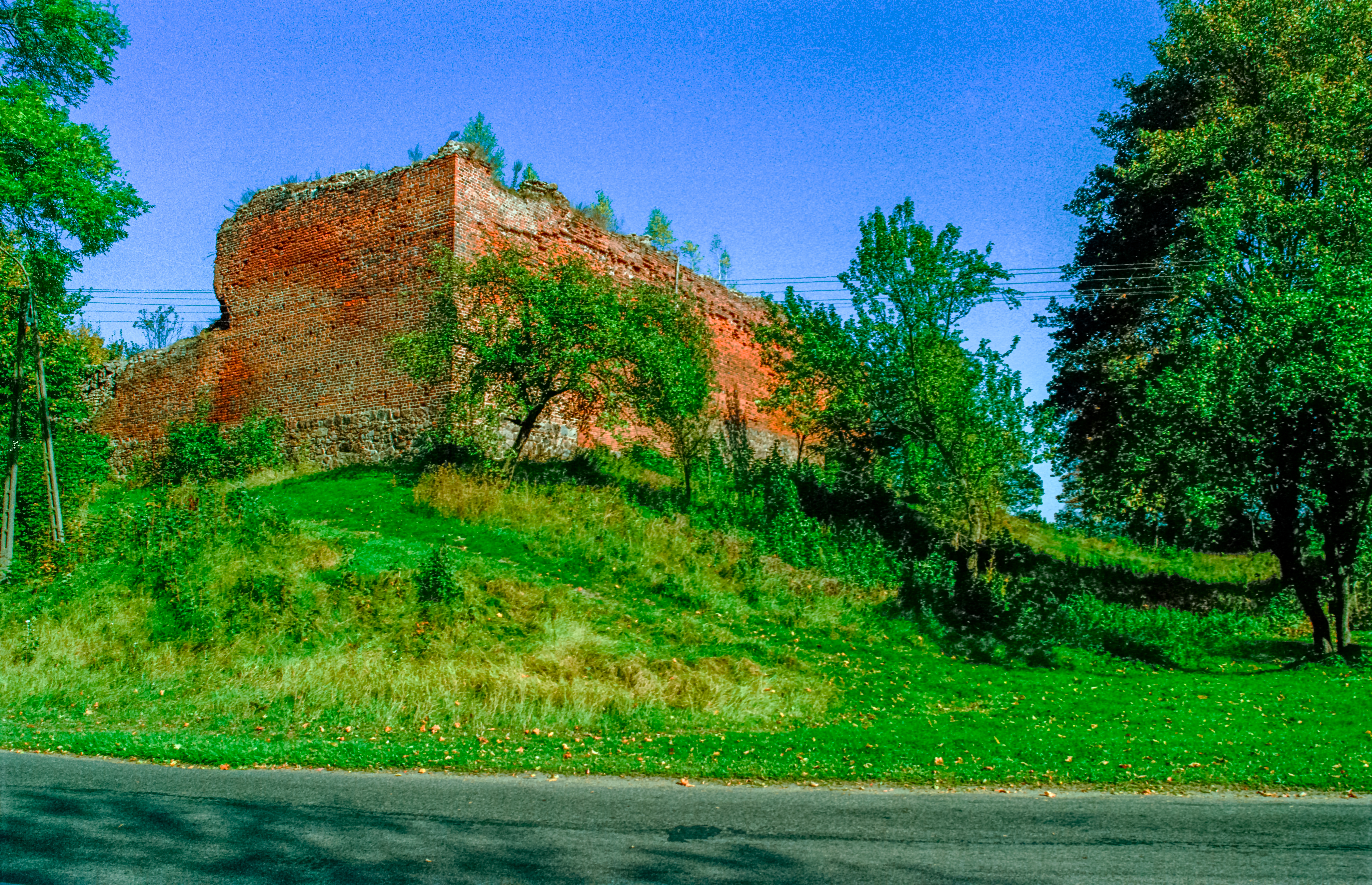
ドラハイム城の遺跡、2000年代撮影。

エルビングのほか、共和国はドラハイムの維持を目指していたが、フリードリヒ・ヴィルヘルムは1663年にドラハイムを占領して共和国の計画を挫いた。1720年代以降、ブランデンブルクのポンメルン県政府はドラハイムの行政を徐々に取り入っていったが、ドラハイムはブロンベルク条約が1773年のワルシャワ条約に置換されるまで独立を維持した。ワルシャワ条約まで、ポーランドは名目的にはドラハイムを買い戻す権利を有したが、それが主張されることはなかった。ポーランド王はこの権利への主張として、1680年まで地方行政官に特権を付与した。ポーランドはワルシャワ条約の第5条でドラハイムを買い戻す権利を放棄、それを「永遠に」プロイセン王国に割譲した。

## 影響と評価
ロバート・I・フロストによると、ヴェーラウ＝ブロンベルク条約はホーエンツォレルン家にとって「地政学上で大きく得して、富と名声を大きく上昇させた」（major geopolitical gain and surge in wealth and prestige）という。一方のポーランドも戦争中にブランデンブルクの支援で「大きい利益を得た」。ポーランドがヴェーラウとブロンベルク両条約で譲歩した内容は戦術的とされ、後に元に戻される可能性もあったが、共和国が国内で抱えていた弱点により元に戻されることはついぞなかった。クリストファー・マンロー・クラークによると、ポーランド王ヤン2世カジミェシュはポーランドがロシア・ツァーリ国に脅かされている最中に「ブランデンブルクをスウェーデンから切り離して無害化させようとした」。その一方、ハプスブルク家も神聖ローマ皇帝フェルディナント3世が急死したため皇帝選挙で選帝侯の票を欲しがって圧力をかけ、「ポーランドがロシアやスウェーデンによる再侵攻に備えてオーストリア（ハプスブルク家）の支援を期待していたため、ハプスブルク家の圧力が大きく影響した」という。そのため、クラークはブランデンブルク選帝侯フリードリヒ・ヴィルヘルムを「自身の支配できないところで進展した国際情勢の恩恵を受けた者」とみなし、ブロンベルク条約以降の進展（フランスが介入した結果、1660年のオリヴァ条約ではそれ以上を得ることができなかった）をその論拠とした。
ユゼフ・アルノ・ウォダルスキはブロンベルク条約をポーランドの対プロイセン外交政策における最大のミスとみなし、ポーランドに致命的な影響を与えたとした。歴史家のアンナ・カミンスカによると、ポーランドはブロンベルク条約でバルト海に対する影響力を失い、ポーランド＝リトアニア共和国のヨーロッパにおける立場は弱体化した。フロストによると、カジミェシュ・ピワルスキなどの歴史家はブロンベルク条約でポーランドが払ったコストが高すぎるとして条約を批判した。フロストはまた、このような批判はポーランド分割以降の史観に基づいており、条約締結当時の状況を無視していたという：「当時の[ポーランドの]政治家は主権を割譲する危険性に気づいていた。彼らがそれを受け入れたのは愚かでも、無関心でも、近視眼的でもなく、それ以外の選択が共和国の利益を更に損害しているからである」。ポーランドの決定にハプスブルク家が大きく影響しているとのピワルスキの主張については、フロストはポーランドとブランデンブルクの接近は1656年、リゾラが仲介に入る以前にすでに起きていたとしている。